# Charles Siebert
Charles Siebert (Kenosha (Wisconsin), 9 maart 1938 - San Francisco, 1 mei 2022) was een Amerikaans acteur, die in vele producties te zien was, zowel films als televisiewerk.

## Filmografie
- Look Up and Live (televisieserie) – Devil (afl. "The Coventry Mystery Cycle", 1961)
- Like Father Like Son (1961) – Lee
- The Young Sinner (1965) – Lee
- Macbeth (televisiefilm, 1968) – Malcolm
- Search for Tomorrow (televisieserie) – Dr. Peter Murphy (afl. onbekend, 1969–1971)
- Another World (televisieserie) – Dr. Stuart Philbin (afl. onbekend, 1971)
- As the World Turns (televisieserie) – Dr. Wally Matthews (afl. onbekend, 1972–1974)
- All in the Family (televisieserie) – verschillende rollen (3 afl., 1975–1978)
- The Rockford Files (televisieserie) – verschillende rollen (2 afl., 1975/1977)
- Blue Sunshine (1976) – Detective Clay
- Harry O (televisieserie) – Shaeffer (afl. "Mister Five and Dime", 1976)
- The Adams Chronicles (miniserie, 1976) – Charles Francis Adams II
- Barnaby Jones (televisieserie) – verschillende rollen (3 afl., 1976/1978)
- Panache (televisiefilm, 1976) – Rochefort
- Deadly Hero (1976) – Baker
- Kojak (televisieserie) – Bender (afl. "By Silence Betrayed", 1976)
- The Blue Knight (televisieserie) – Sergeant Cabe (afl. onbekend, 1976)
- One Day at a Time (televisieserie) – Mr. Jerry Davenport (afl. onbekend, 1976–1979)
- Tail Gunner Joe (televisiefilm, 1977) – James Juliana
- Police Woman (televisieserie) – Vince (afl. "Shark", 1977)
- The Rhinemann Exchange (miniserie, 1977) – Sergeant
- Dog and Cat (televisieserie) – rol onbekend (afl. "Dead Dog and Cat", 1977)
- Most Wanted (televisieserie) – rol onbekend (afl. "The People Mover", 1977)
- The Other Side of Midnight (1977) – Steve Whitney (niet op aftiteling)
- Murder in Peyton Place (televisiefilm, 1977) – Kaiserman
- What's Happening!! (televisieserie) – Mr. Ramsey (afl. "Nothing Personal", 1977)
- The Incredible Hulk (televisiefilm, 1977) – Ben
- Tarantulas: The Deadly Cargo (televisiefilm, 1977) – Rich Finley
- Coma (1978) – Dr. Goodman
- Nowhere to Run (televisiefilm, 1978) – Spence
- Wild and Wooly (televisiefilm, 1978) – Sean
- Maude (televisieserie) – Vernon (afl. "Carol's Dilemma", 1978)
- Husbands, Wives & Lovers (televisieserie) – Dixon Carter Fielding (afl. onbekend, 1978)
- Richie Brockelman, Private Eye (televisieserie) – rol onbekend (afl. "A Title on the Door and a Carpet on the Floor", 1978)
- Rhoda (televisieserie) – Dr. Murray Berger (afl. "Rhoda vs. Ida", 1978)
- Greatest Hero of the Bible (miniserie, 1978) – rol onbekend (afl. "Samson and Delilah")
- Good Times (televisieserie) – A.J. Rutherford (afl. "House Hunting", 1979)
- Dallas (televisieserie) – Sloan (afl. "The Red File: Part 2", 1979)
- The Seeding of Sarah Burns (televisiefilm, 1979) – Alex Lovell
- Trapper John, M.D. (televisieserie) – Dr. Stanley Riverside II (5 afl., 1979)
- Topper (televisiefilm, 1979) – Stan Ogilvy
- The Last Word (1980) – Fisher
- A Cry for Love (televisiefilm, 1980) – Fred
- All Night Long (1981) – Nevins
- The Love Boat (televisieserie) – verschillende rollen (4 afl., 1981–1987)
- Hotel (televisieserie) – verschillende rollen (2 afl., 1986/1987)
- Good Morning, Miss Bliss (televisieserie) – Charlie Davis (afl. "Pilot", 1987)
- White Water Summer (1987) – Jerry Block
- Murder, She Wrote (televisieserie) – verschillende rollen (3 afl., 1987/1994)
- Perry Mason: The Case of the Avenging Ace (televisiefilm, 1988) – Jason Sloan
- Shakedown on the Sunset Strip (televisiefilm, 1988) – Sgt. Gerber
- Eight Men Out (1988) – Ivey Wingo
- Tattle: When to Tell on a Friend (televisiefilm, 1988) – Mr. McNeil
- Favorite Son (miniserie, 1988) – rol onbekend
- Mancuso, FBI (televisieserie) – Dr. Paul Summers (2 afl., 1990)
- Matlock (televisieserie) – Gilbert Lehman (afl. "Nowhere to Turn", 1990)
- The Big One: The Great Los Angeles Earthquake (televisiefilm, 1990) – Mayor Frank Baldwin
- Don't Touch My Daughter (televisiefilm, 1991) – Gordon
- Deception: A Mother's Secret (televisiefilm, 1991) – Peter Meyers
- A House of Secrets and Lies (televisiefilm, 1992) – rol onbekend
- Xena: Warrior Princess (televisieserie) – Poseidon (5 afl., 1996/1997)

- Biblioteca Nacional de España: XX1684274
- International Standard Name Identifier: 0000 0001 1458 5052
- Library of Congress Control Number: no2008080488
- SNAC: w66f8t78
- Virtual International Authority File: 164547063
- WorldCat: E39PBJppB3P6JDkqqfdbTwb8G3